# Balistická křivka

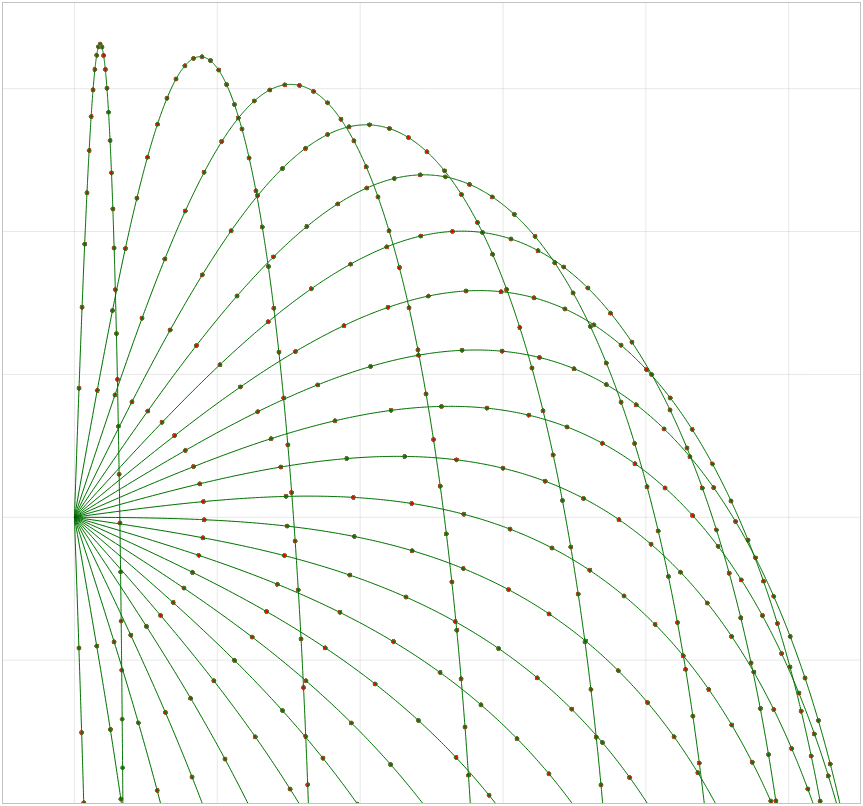
Na obrázku je sada křivek modelujících setrvačný pohyb tělesa ve svislém homogenním gravitačním poli se započtením odporu prostředí

Balistická křivka je rovinná křivka, kterou opisuje těleso, vržené či vystřelené blízko zemského povrchu obvykle směrem šikmo vzhůru.
Kromě tíhového zrychlení působí na těleso i aerodynamické síly. Na samotné dráze letu jsou význačné body, a sice bod výstřelu, vrchol dráhy a bod doletu. První polovině křivky se říká vzestupný a druhé polovině sestupný oblouk. Druhý oblouk, tedy oblouk sestupný se liší od vzestupného svým strmějším klesáním.
Zjednodušeně lze balistickou křivku popsat jako odchylku dopadu vystřelené kulky z hlavně v určité vzdálenosti od původního náměru díky různým vnějším vlivům zejména gravitaci a zakřivení zemského povrchu.
Výpočet balistické křivky je kromě nejjednodušších případů (lineární odpor nebo vrh svislý) poměrně složitý a musí být proveden numericky.
Výsledná síla působící na střelu je
{\displaystyle {\vec {F}}={\vec {F}}_{\rm {G}}+{\vec {F}}_{\rm {od}},}
kde
{\displaystyle {\vec {F}}_{\rm {G}}\quad } je vektor tíhové síly,
{\displaystyle {\vec {F}}_{\rm {od}}\quad \ } je vektor síly odporu vzduchu (aerodynamická odporová síla).